# Levin Westermann

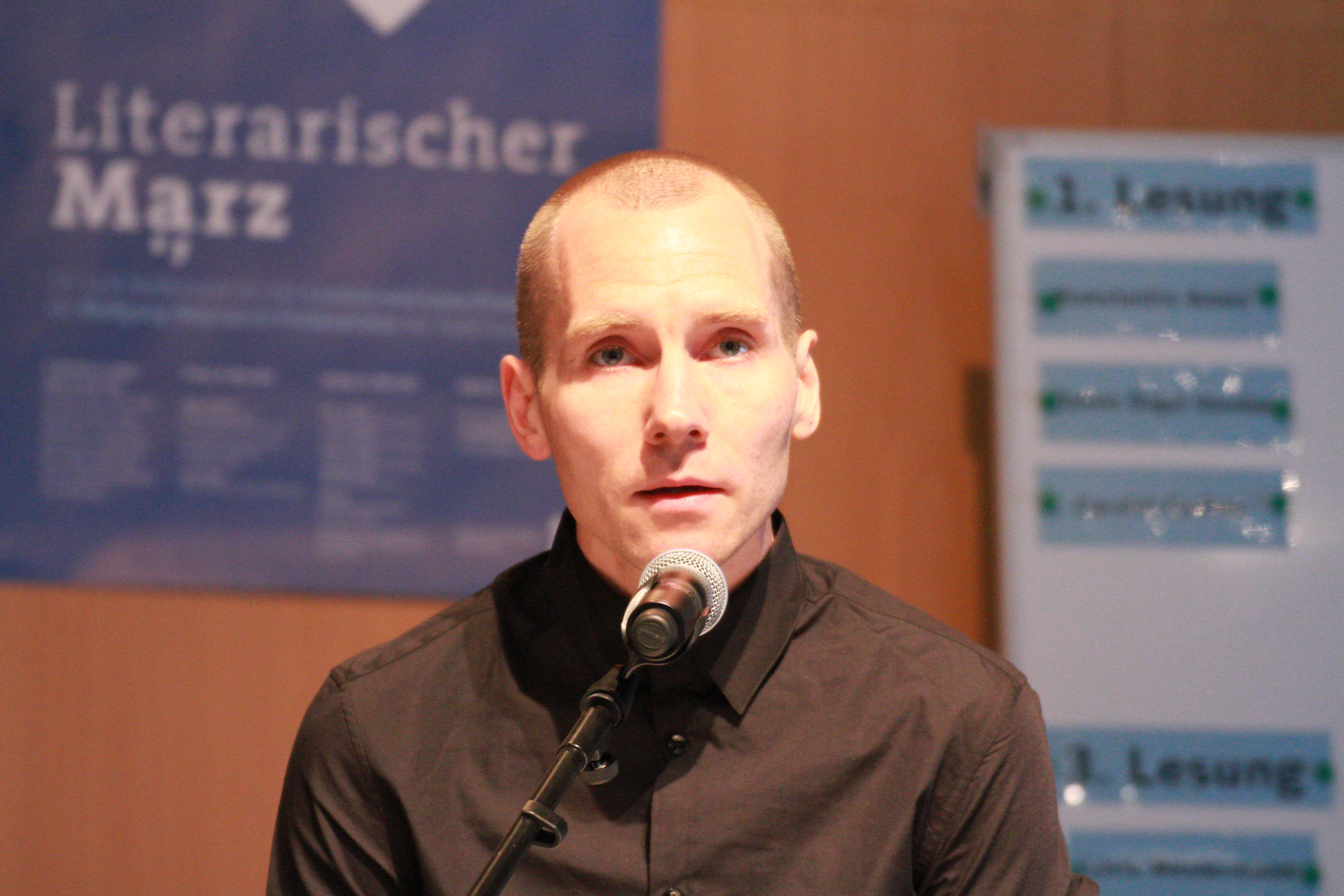
Levin Westermann beim Literarischen März 2015

Levin Westermann (* 1980 in Meerbusch) ist ein deutscher Lyriker und Essayist. Er lebt als freier Schriftsteller in Biel.

## Leben und Schaffen
Westermann studierte Philosophie und Soziologie in Frankfurt am Main sowie 2009 bis 2012 am Schweizerischen Literaturinstitut Biel. Mit Schimmelpilz als Zwiebelmuster gewann er 2010 den Lyrikpreis beim XVIII. open mike. 2012 erschien sein Debütband unbekannt verzogen, der 2014 mit dem Wiesbadener Lyrikpreis Orphil ausgezeichnet wurde. 2013 war Westermann Stipendiat am Literarischen Colloquium Berlin. Für seinen 2019 erschienenen Lyrikband bezüglich der schatten erhielt er 2020 den Clemens-Brentano-Preis. In der Jurybegründung heißt es, dass seine Lyrik von suggestiven Bildern, vom Rhythmus der Sprache und von der Arbeit am Klang lebt. 2020 wurde er von Hubert Winkels zu den 44. Tagen der deutschsprachigen Literatur eingeladen und erreichte die Shortlist des Ingeborg-Bachmann-Preises.

## Auszeichnungen (Auswahl)
- 2025 Basler Lyrikpreis
- 2024 Niederrheinischer Literaturpreis
- 2022 Deutscher Preis für Nature Writing
- 2021 Schweizer Literaturpreis für bezüglich der schatten[9]
- 2020 Stadtschreiber-Stipendium der Universitätsstadt Tübingen[10]
- 2020 Clemens-Brentano-Preis der Stadt Heidelberg
- 2019 Writer in Residence Deutsches Haus at NYU[11]
- 2018 Weiterschreiben-Stipendium des Kantons Bern
- 2018 Aufenthaltsstipendium des Künstlerhofs Schreyahn
- 2016 Paris-Stipendium des Kantons Bern
- 2014 Orphil-Debütpreis der Stadt Wiesbaden
- 2013 Aufenthaltsstipendium des Literarischen Colloquiums Berlin
- 2010 Lyrikpreis beim XVIII. open mike

## Werke (Auswahl)
- Zugunruhe (Roman), Matthes & Seitz Berlin, 2024, ISBN 978-3-7518-0962-7.
- farbe komma dunkel (Lyrik), Matthes & Seitz Berlin, Berlin 2021, ISBN 978-3-7518-0048-8
- Ovibos moschatus (Essays), Matthes & Seitz Berlin, Berlin 2020, ISBN 978-3-7518-0002-0
- bezüglich der schatten, Matthes & Seitz Berlin, Berlin 2019, ISBN 978-3-95757-781-8
- 3511 Zwetajewa, Matthes & Seitz Berlin, Berlin 2017, ISBN 978-3-95757-380-3
  - „Tschechow: eine Reise in zehn Teilen“, in: Fritz Deppert et al. (Hrsg.), Leuchtendes Legato in Moll, Brandes & Apsel Verlag, Frankfurt am Main 2015, ISBN 978-3-95558-158-9
- unbekannt verzogen, luxbooks, Wiesbaden 2012, ISBN 978-3-939557-68-5